# Charles Lock Eastlake
Charles Lock Eastlake, född den 17 november 1793 i Plymouth, död den 24 december 1865 i Pisa, var en engelsk historiemålare och konsthistoriker.

## Liv
Charles Lock Eastlake började sina studier på Londons konstakademi och fulländade sin utbildning genom resor, under vilka han i Italien studerade de gamla venetianernas kolorit och i München freskomåleriets teknik. 1850 utnämndes han till knight och president i konstakademien, blev 1855 direktör för National Gallery och gjorde därefter nästan årligen resor till kontinenten för inköp av tavlor till detta galleri.
Eastlakes fru Elisabeth Rigby var målare och skriftställare.

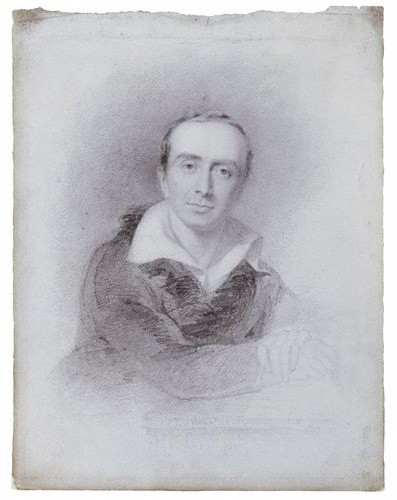
Porträtt av Eastlake av John Partridge.

## Arv
Charles Lock Eastlake var en av Englands utmärktare kolorister. I sina verk förråder han ett artistiskt sinne och djupa studier, men saknar skapande kraft samt frihet och liv i kompositionen. Bland hans arbeten finns åtskilliga scener ur det italienska folklivet (bland annat rövarscener) och det grekiska frihetskriget. Han har målat Pilgrimer framför Rom (1828), Kristus välsignar barnen (1839), Kristus gråter över Jerusalem (1841) och åtskilliga fresker i Buckinghampalatsets sommarpaviljong. Han efterlämnade också värderade skrifter: Materials for a history of oil-painting (första bandet 1847, andra bandet 1869) och Contributions to the literature of the fine arts (1848; ny upplaga 1870), med flera.